# Liste der Kulturdenkmäler in Mainz
In der Liste der Kulturdenkmäler in Mainz sind alle Kulturdenkmäler der rheinland-pfälzischen Stadt Mainz aufgeführt. Grundlage ist die Denkmalliste des Landes Rheinland-Pfalz (Stand: 5. Dezember 2023).
Die Liste ist nach Stadtteilen sortiert.

## Teillisten
- Liste der Kulturdenkmäler in Mainz-Altstadt
- Liste der Kulturdenkmäler in Mainz-Bretzenheim
- Liste der Kulturdenkmäler in Mainz-Drais
- Liste der Kulturdenkmäler in Mainz-Ebersheim
- Liste der Kulturdenkmäler in Mainz-Finthen
- Liste der Kulturdenkmäler in Mainz-Gonsenheim
- Liste der Kulturdenkmäler in Mainz-Hartenberg-Münchfeld
- Liste der Kulturdenkmäler in Mainz-Hechtsheim
- Liste der Kulturdenkmäler in Mainz-Laubenheim
- Liste der Kulturdenkmäler in Mainz-Marienborn
- Liste der Kulturdenkmäler in Mainz-Mombach
- Liste der Kulturdenkmäler in Mainz-Neustadt
- Liste der Kulturdenkmäler in Mainz-Oberstadt
- Liste der Kulturdenkmäler in Mainz-Weisenau

Im Stadtteil Lerchenberg sind keine Kulturdenkmäler ausgewiesen.

## Stadtteilübergreifende Denkmäler
| Bezeichnung              | Lage                                                                   | Baujahr                | Beschreibung | Bild                           |
| ------------------------ | ---------------------------------------------------------------------- | ---------------------- | --- | ------------------------------ |
| Festungsanlagen          | Altstadt, Ebersheim, Hartenberg-Münchfeld, Neustadt und Oberstadt Lage | ab 1655                | barocke Festungsanlagen und Festungsanlagen der Bundes- und Reichsfestung Mainz; vom 1655 begonnenen Bastionsring erhalten: - Bastion Alexander (Augustusstraße) und Bastion Martin (Bastion Martin); - Eskarpenmauern der Bastionen Bonifaz und Alexander, in deren Flankenwinkel Kasemattenkorps (Augustusstraße 6) - Festungsanlagen der Rheinkehlbefestigung, Nordwestfront, Südwestfront, entlang der Rheinufererweiterung samt Hafenanlagen vor Alt- und Neustadt, errichtet 1873–1888, aufgelassen ab 1904; - Fort Elisabeth (zwischen Freiligrathstraße, Landwehrweg, Jägerstraße bis auf Höhe An der Goldgrube, Friedrich-Schneider-Straße, Neumannstraße, Am Fort Elisabeth), nach 1730 (Planung M. v. Welsch), Anfang des 20. Jahrhunderts geschleift, seither im Boden liegend; - entlang der Ufererweiterung vor der Altstadt, 1873–1879, erhalten: Wachthaus des Dagobertstores, Kaponniere Fort Malakoff, Templer-, Wein-, Holz- und Brückentor; Bastion Franziskus (Dagobertstraße); - entlang der Rheinfront der Neustadt, 1884–1887, erhalten: Schlosstor (Rheinstraße), Teile des Raimunditors (Rheinallee), Teile des Kaisertores (Kaiserstraße), Teile des Frauenlobtores (Taunusstraße/Ecke Frauenlobstraße), Kaponniere V (Feldbergplatz); - von der Nordwestfront am Hartenberg, 1875–77, erhalten: Teile des Forts Hartmühle (Wallstraße) und die Kavaliere Hartenberg, Holstein und Hauptstein (Johann-Maria-Kertell-Platz); - von der Südwestfront erhalten: Fort Joseph (Am Linsenberg/Ecke Langenbeckstraße), Fort Stahlberg (Landwehrweg), Fort Weisenau (Unterer Michelsbergweg), Fort Bingen (Johann-Joachim-Becher-Weg) | weitere Bilder Fotos hochladen |
| Denkmalzone Kaiserstraße | Altstadt und Neustadt, Kaiserstraße Lage                               | 1873                   | Hauptachse der von Stadtbaumeister Eduard Kreyßig bis 1877 entwickelten Stadterweiterung, Verbindung zwischen Hauptbahnhof und dem Rheinufer, angelegt als 60 m breiter Prachtboulevard des neuen Mainz, aufgeteilt in Gehwege, Fahrstraßen und eine bepflanzte Mittelpromenade mit Baumreihen, Rasenparterres und Blumenbeeten; auf der oberen platzartigen Erweiterung Christuskirche mit Pfarrhäusern (1894–1903), auf der unteren Erweiterung Gebäude der Reichsbahndirektion (1936/37), um die Christuskirche und entlang der mittleren Promenaden Teile der originalen Pflasterung erhalten; trotz der weitgehenden Zerstörung der Randbebauung im Zweiten Weltkrieg von herausragender städtebaulicher Bedeutung | weitere Bilder Fotos hochladen |
| Kaisertor                | Altstadt und Neustadt, Kaiserstraße Lage                               | 1874/75                | Reste des zerstörten Kaisertors, Teil der so genannten Rheinkehlbefestigung von 1874/75: Sandsteinmauer auf Basaltlavasockel sowie Kartusche mit Reichsadler, Schildhalter und Plattenkrone | Fotos hochladen                |
| Römisches Theater Mainz  | Altstadt und Oberstadt, Zitadellenweg Lage                             | 1. oder 2. Jahrhundert | größtes erhaltenes römisches Bühnentheater nördlich der Alpen | weitere Bilder Fotos hochladen |